# 黑尔格·梅乌
黑尔格·梅乌（德語：Helge Meeuw；1984年8月29日—）是一位德國游泳運動員。他代表德國參加了2004年、2008年、2012年奧運會，並且還參加了多次游泳世錦賽的比賽。他的父母也都是游泳運動員。